# Murray Baron
Murray McElwain Roy Baron (* 1. Juni 1967 in Prince George, British Columbia) ist ein ehemaliger kanadischer Eishockeyspieler, der während seiner aktiven Karriere zwischen 1984 und 2004 unter anderem 1061 Spiele für die Philadelphia Flyers, St. Louis Blues, Canadiens de Montréal, Phoenix Coyotes und Vancouver Canucks in der National Hockey League auf der Position des Verteidigers bestritten hat.

## Karriere
Baron verbrachte seine Juniorenzeit zwischen 1984 und 1986 bei den Vernon Lakers in der British Columbia Junior Hockey League. Nachdem der Verteidiger im NHL Entry Draft 1986 in der achten Runde an 167. Stelle von den Philadelphia Flyers aus der National Hockey League ausgewählt worden war, schrieb er sich zunächst an der University of North Dakota ein und spielte parallel zu seinem Studium für die folgenden drei Jahre für das Eishockeyteam der Universität in der Western Collegiate Hockey Association, einer Division im Spielbetrieb der National Collegiate Athletic Association. Mit dem Team gewann Varon in seiner Rookiesaison neben der Divisionsmeisterschaft der WCHA auch die nationale Meisterschaft. Insgesamt blieb er bis zum Frühjahr 1989 an der Universität, ehe er von den Philadelphia Flyers unter Vertrag genommen wurde.
Der Abwehrspieler debütierte noch im Verlauf der Saison 1988/89 für Philadelphias Farmteam, die Hershey Bears, in der American Hockey League. Auch in den folgenden beiden Spieljahren war der Defensivakteur für die Bears aktiv, kam aber nach seinem NHL-Debüt in der Spielzeit 1989/90 ab 1990 vermehrt für Philadelphia in der NHL zum Einsatz. Kurz vor Beginn des Spieljahres 1991/92 wurde Baron im September 1991 gemeinsam mit Ron Sutter und im Tausch für Dan Quinn und Rod Brind’Amour an die St. Louis Blues abgegeben. Bei den Blues verbrachte der Kanadier die folgenden fünf Spielzeiten, ehe er zu Beginn seines sechsten Jahres in St. Louis zu den Canadiens de Montréal transferiert wurde. Mit ihm wechselten auch Shayne Corson und ein Fünftrunden-Wahlrecht im NHL Entry Draft 1997 nach Montréal, während die St. Louis Blues Pierre Turgeon, Rory Fitzpatrick und Craig Conroy erhielten.
Für die Canadiens bestritt der Verteidiger im Verlauf der Saison 1996/97 lediglich 60 Partien, da er bereits im März 1997 mit Chris Murray gegen Dave Manson von den Phoenix Coyotes eingetauscht wurde. Bei den Coyotes blieb Baron zum Ende der Spielzeit 1997/98, wo er seinen auslaufenden Vertrag nicht verlängerte. Als Free Agent nutzte der Verteidiger das Interesse der Vancouver Canucks und kehrte damit in seine Heimatprovinz zurück. Insgesamt spielte Baron fünf Jahre für die Canucks. Zu seiner letzten NHL-Saison kehrte er im Sommer 2003 noch einmal als Free Agent zu den St. Louis Blues zurück. Anschließend beendete er im Sommer 2004 im Alter von 37 Jahren seine aktive Karriere.

## Erfolge und Auszeichnungen
- 1987 Broadmoor-Trophy-Gewinn mit der University of North Dakota
- 1987 NCAA-Division-I-Championship mit der University of North Dakota

## Karrierestatistik
(Legende zur Spielerstatistik: Sp oder GP = absolvierte Spiele; T oder G = erzielte Tore; V oder A = erzielte Assists; Pkt oder Pts = erzielte Scorerpunkte; SM oder PIM = erhaltene Strafminuten; +/− = Plus/Minus-Bilanz; PP = erzielte Überzahltore; SH = erzielte Unterzahltore; GW = erzielte Siegtore; 1 Play-downs/Relegation; Kursiv: Statistik nicht vollständig)